# Lantawan
Lantawan è una municipalità di quarta classe delle Filippine, situata nella Provincia di Basilan, nella Regione Autonoma nel Mindanao Musulmano.
Lantawan è formata da 25 baranggay:
- Atong-atong
- Bagbagon
- Baungis
- Bulan-bulan
- Bulanza
- Calayan
- Calugusan
- Canibungan
- Landugan
- Lantawan Proper (Pob.)
- Lawila
- Lawi-lawi
- Lower Bañas

- Lower Manggas
- Luuk-Maluha
- Matarling
- Matikang
- Pamucalin
- Paniongan
- Parian-Baunoh
- Suba-an (Pangasahan)
- Switch Yakal
- Tairan
- Upper Bañas
- Upper Manggas